# الانتخابات الرئاسية الألمانية 2022
جرت الانتخابات الرئاسية الألمانية 2022 في 13 فبراير 2022 لانتخاب رئيس ألمانيا، الرئيس الحالي هو فرانك-فالتر شتاينماير، حصل على 931 صوتًا في انتخابات الرئاسة 2017.

## المرشحون

### فرانك فالتر شتاينماير
في 28 مايو 2021 أعلن فرانك-فالتر شتاينماير ترشحه لفترة رئاسية ثانية. وأعلن حزبه تأييده هذا الترشح. في 22 ديسمبر 2022 أعلن رئيس الحزب الديمقراطي الحر ووزير المالية كريستيان ليندنر تأييد حزبه ترشح شتاينماير. كذلك أعلن رئيس المجموعة البرلمانية لتحالف 90/الخضر تأييد إعادة ترشح شتاينماير في 4 يناير 2022. وبهذا فقد حصل شتاينماير على تأييد الأحزاب الثلاثة المكونة للائتلاف الحاكم، وهي التي تمثل الأغلبية المطلقة في الجمعية الاتحادية. في 5 يناير 2022، أعلن الاتحاد الديمقراطي المسيحي والاتحاد الاجتماعي المسيحي أنهما سيؤيدان ترشيح فرانك فالتر شتاينماير لفترة رئاسة ثانية. كذلك، ففي 15 يناير 2022 أعلن حزب رابطة ناخبي جنوب شليسفيج تأييده لترشح شتاينماير.

### جرهارد ترابرت
في 9 يناير 2022، أعلن حزب اليسار ترشيح الطبيب غير المنتمي لحزب جرهارد ترابرت لمنصب الرئاسة. ويذكر أنه كان مؤيدًا من حزب اليسار في انتخابات البوندستاج 2021 في دائرة ماينز.

### ماكس أوته
في 24 يناير 2022، رشحت الرئاسة الاتحادية ورئاسات ولايات حزب البديل من أجل ألمانيا الاقتصادي ماكس أوته، وجاء الترشيح باقتراح المتحدث باسم الحزب تينو كروبالا. وماكس أوته هو يميني محافظ ينتمي لرابطة قيم الاتحاد، وهي منظمة داخلية تمثل اليمين في حزب الاتحاد الديمقراطي المسيحي. لكن هذا الترشيح عارضه أربعة أعضاء في رئاسة حزب البديل وعضوان في رئاسات الولايات، من بينهم يورج مويتن، الذي كان متحدثًا باسم الحزب لعدة سنوات.

### شتيفاني جيباور
في 3 فبراير 2022 أعلن الناخبون الأحرار ترشيح عالمة الفيزياء شتيفاني جيباور في انتخابات الرئاسة.

## النتائج
| المرشح                | الأصوات | النسبة |
| --------------------- | ------- | ------ |
| فرانك-فالتر شتاينماير | 1,045   | 71,0%  |
| ماكس أوته             | 140     | 9,5%   |
| جرهارد ترابرت         | 96      | 6,5%   |
| شتيفاني جيباور        | 58      | 3,9%   |
| الممتنعون             | 86      | 5,8%   |
| أصوات غير صالحة       | 12      | 0,8%   |
| العدد الكلي           | 1472    | 100%   |

انتُخب الرئيس الحالي فرانك-فالتر شتاينماير في الجولة الأولى بحصوله على 1045 صوتًا (وهو عدد أقل بقيمة 180 صوتًا عن الأصوات التي تجمعها الأحزاب المؤيدة لترشيحه). وأعلن عقب إعلان النتائج قبوله المنصب. تبدأ فترته الرئاسية الثانية في 19 مارس 2022. حصل ماكس أوته على 12 صوتًا أقل من الأصوات التي يجمعها حزب البديل من أجل ألمانيا المؤيد له. بينما حقق المرشحان الآخران أصواتًا أعلى من الأحزاب المرشحة لهما، فقد حصل جرهارد ترابرت على 25 صوتًا أكثر مما يجمعه له حزب اليسار، وحصلت شتيفاني جيباور على 40 صوتًا أكثر مما يقدمه حزب الناخبين الأحرار.